# Rancho de la Luna
A Rancho de la Luna egy privát hangstúdió Joshua Tree-ben, Kalifornia államban. A stúdiót 1993-ban alapította Fred Drake és David Catching. Miután Drake 2002-ben rákban meghalt, a stúdiót David Catching, Anthony Scott Mason, Ted Quinn, Dean Chamberlain, Billy Bizeau és Fred Burke működtette 2004-ig. Azóta Catching otthona, ahol az ott rögzítő zenekaroknak főz, és megengedi a zenekaroknak, hogy akár több hétig is maradjanak, amíg dolgoznak.
Jelentős zenekarok és előadók vettek fel itt hanganyagot, többek között Keith Morris (Midget Handjob), Queens of the Stone Age, Kyuss, earthlings?, Daniel Lanois, Fu Manchu, UNKLE, Twilight Singers, Masters of Reality, Eighties Matchbox B-Line Disaster, Victoria Williams, The Duke Spirit, Eagles of Death Metal, Mark Lanegan, Dave Grohl, Desert Sessions, Hulk, Sparta, Foo Fighters, Nine50nine (Dave Krusen és Ty Willman), The Giraffes, Arctic Monkeys, Philiac, Smith & Pyle és Bingo's Dream Band.
A studiót a Foo Fighters 2014-es Sonic Highways dokumentum-sorozatának ötödik epizódja is bemutatja.

## Fordítás
- Ez a szócikk részben vagy egészben a Rancho De La Luna című angol Wikipédia-szócikk ezen változatának fordításán alapul.  Az eredeti cikk szerkesztőit annak laptörténete sorolja fel. Ez a jelzés csupán a megfogalmazás eredetét és a szerzői jogokat jelzi, nem szolgál a cikkben szereplő információk forrásmegjelöléseként.